# InterPro
InterPro est une base de données intégrées de « signatures » de domaines et de signaux protéiques utilisée pour la classification et l'annotation automatique de protéines.
Interpro permet la classification des protéines en fonction de la présence de domaines fonctionnels, répétitions, et signaux grâce à une recherche automatisée dans plusieurs bases de données (CATH-Gene3D, HAMAP, PANTHER, Pfam, PIRSF, PRINTS, ProDom, PROSITE, SMART, SUPERFAMILY, TIGRFAMs).